# Шиен
Шѝен (на норвежки: Skien) е град и едноименна община в Южна Норвегия. Разположен е на брега на фиорда Лангесунсфьор близо до устието на река Тине във фюлке Телемарк. Основан е през 14 век. Получава статут на община на 1 януари 1838 г. Има жп гара и пристанище. Население от 51 136 жители според данни от преброяването към 1 юли 2008 г. В статистическите данни за Норвегия образуват заедно със съседния град-сателит Пошгрун населено място с население от 86 300 жители.

## Спорт
Представителният футболен отбор на града носи името Одс БК. Играл е в най-горните две нива на норвежкия футбол.

## Родени в Шиен
- Хенрик Ибсен (1828 – 1906) – норвежки драматург, наричан „бащата на съвременната драма“

## Побратимени градове
- Удевала, Швеция